# Ghlila

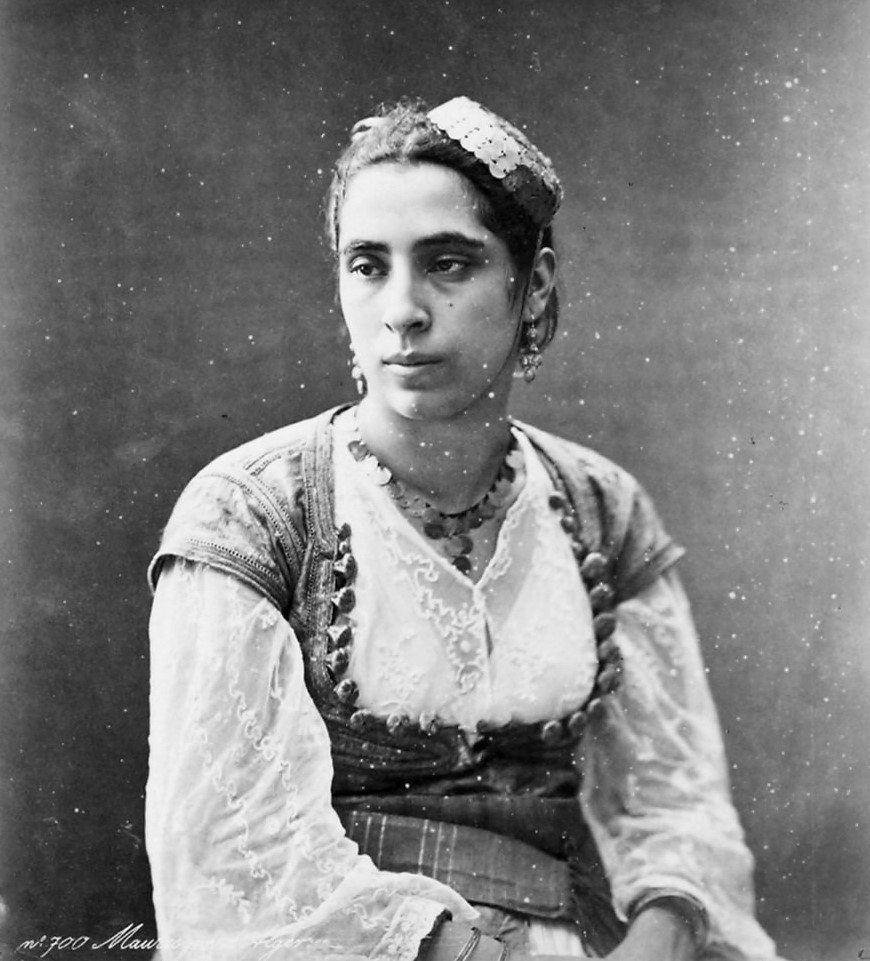
Vestito tradizionale algerino in velluto.

La Ghlila è una giacca tradizionale algerina originaria dell'Algeria. È una giacca trapezoidale in velluto o broccato con una profonda scollatura ovale e bottoni decorativi; viene arricchita da ricami caratterizzati in particolare da fili dorati.
Uno dei primi riferimenti al Ghlila fu fatto da Diego De Haëdo che registrò le sue osservazioni durante il suo soggiorno ad Algeri tra il 1578 ed il 1581.  Egli identificò le ampie camicette e lunghi cosacchi, indossate dalle donne, come “goleyla” (Ghlila). 
De Haëdo descrisse la Ghlila come un capo realizzato in velluto, raso o damasco, caratterizzata da un'ampia scollatura chiusa da bottoni d'argento o d'oro e che arrivava a metà lunghezza.
All'inizio del XIX secolo le algerine indossavano una Ghlila scollata, che arrivava all'altezza dei fianchi, con maniche corte, un solo bottone e fili d'oro. Il Ghlila Djabadouli è un capo con maniche lunghe ed è indossato anche dagli uomini.
Il Ghlila fu una fonte di ispirazione per gli sviluppi successivi della moda algerina poiché da esso discendono il Karakou e il Caftano di Algeri.